# عرب-فارس‌ها
عرب-فارس‌ها (عربی: الفرس العرب) مردمانی از ترکیب عرب‌ها و فارسی‌زبانان یا سایر مردمان ایرانی‌تبار هستند که در ایران، کویت، عراق، بحرین و تا حد کمتری در لبنان و سوریه یافت می‌شوند.